# Полле, Виктор Флоранс
Виктор Флоранс Полле́ (фр. Victor Florence Pollet; 1811, Париж — 1882, Париж) — французский живописец и гравёр.

## Биография
Был учеником Поля Делароша и Жозефа Теодора Ришома, продолжил обучение в Парижском училище изящных искусств. К 1836 году получил некоторую известность рисунками и гравированными виньетками для изданий, получил в 1838 году Римскую премию за гравюру академической фигуры и отправился в Рим для получения практики в рисовании акварелью, а по возвращении в Париж в 1845 году занимался как акварелью, так и гравюрой. Известным гравёром стал приблизительно к 1849 году.

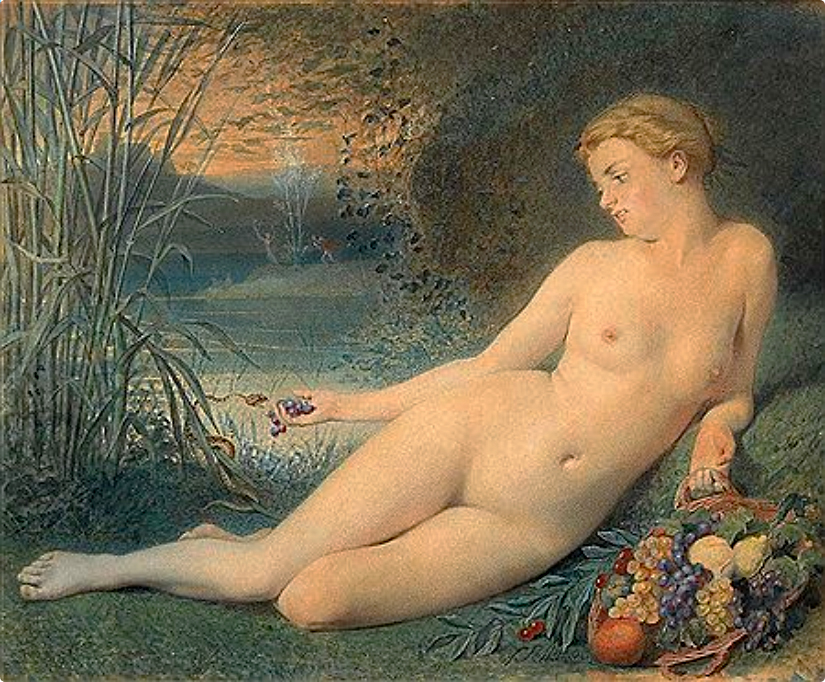
В. Ф. Полле. Венера и змея

Кроме нескольких копий с знаменитых картин, им написано множество акварельных портретов (особенно удачных, когда изображались молодые женщины и дети), красивых идеальных и фантастических фигур, а также жанровых сцен. Из его произведений в этом роде, появлявшихся в парижских салонах, более других останавливали на себе внимание любителей искусства картины «Невинность» (1866), «Свеста» (1868), «Под ветвями» (1870), «Лень» (1872), «Сон дочери Евы» (1873), «Пандора» (1874), «Конец купанья» (1876), «Венера, развязывающая на себе пояс» (1878), «Омфала, победительница Геркулеса» (1879) и некоторые другие. Среди гравюр его авторства наиболее известны «Скрипач» с Рафаэля, «Концерт» с луврской картины, приписываемой Джорджоне, «Любовь небесная и Любовь земная» с Тициана, «Рождение Венеры» и «Жанна д’Арк» с Энгра, «Бонапарт в Италии» с О. Раффе, «Соломонова стена в Иерусалиме» с А. Бида, портреты Наполеона III и императрицы Евгении с Винтергальтера.